# Aarti Holla-Maini

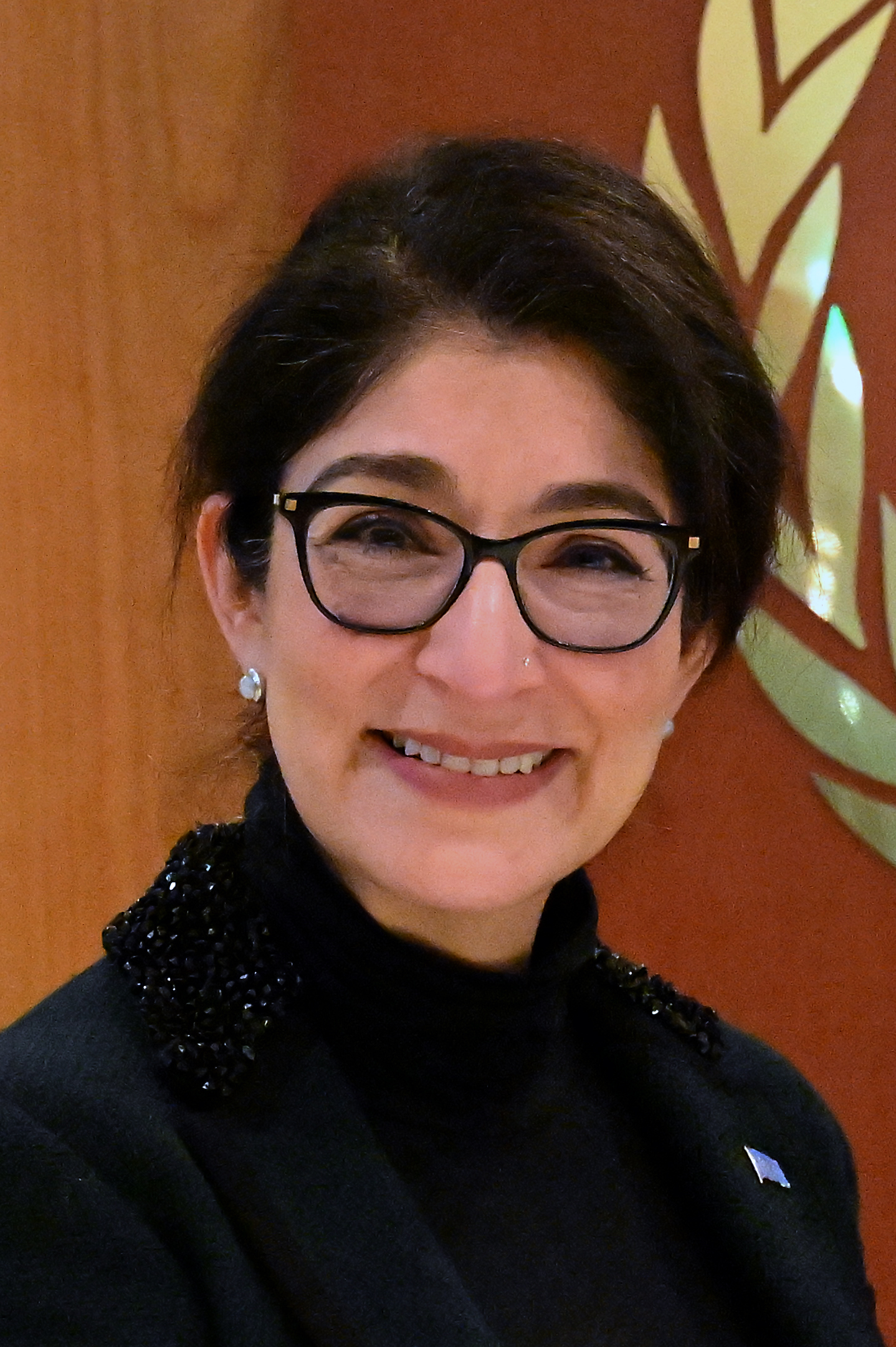
Aarti Holla-Maini

Aarti Holla-Maini (* vor 1980) ist eine britische Wirtschaftswissenschaftlerin und Weltraumexpertin. Seit 2023 ist sie Direktorin des UN-Büros für Weltraumfragen in Wien.

## Ausbildung
Aarti Holla-Maini studierte von 1988 bis 1992 Rechtswissenschaften mit Schwerpunkt auf deutschem Recht am Londoner King’s College mit einem Auslandsteil an der Universität Passau (1990–1991) und schloss als Bachelor und LL.B. ab. An der University of Law absolvierte sie von 1992 bis 1993 ihren Legal Practice Course.
Nach ihrer Trainee-Solicitor-Zeit absolvierte sie von 1995 bis 1997 einen Masterstudiengang in Betriebswirtschaft an der École des hautes études commerciales in Paris (HEC), wobei sie das erste Studienjahr im Rahmen eines Austauschprogramms an der Stern School of Business der New York University verbrachte.
2021 schloss sie einen Studiengang Executive Space an der elsässischen International Space University ab.

## Karriere
Nach ihrem Jurastudium arbeitete sie in der Kanzlei Pritchard Englefield solicitors in London zwei Jahre als Trainee Solicitor.
Nach ihrem Wirtschaftsstudium arbeitete Holla-Maini von 1997 bis 2004 als Business Development Managerin bei Airbus Defence and Space an den Standorten München und Brüssel.
Von 2004 bis 2023 war sie Generalsekretärin der Global Satellite Operators Association. Daneben war sie Präsidentin der von ihr gegründeten Beratungsfirma Orbitz Consulting srl bei Brüssel.
Im Frühjahr 2023 war sie kurzzeitig als Vizepräsidentin für Nachhaltigkeit, Politik und Auswirkungen bei NorthStar Earth & Space (Brüssel, Luxembourg, Montréal) tätig.
Am 26. Juni wurde Aarti Holla-Maini von UN-Generalsekretär António Guterres zur Direktorin des UN-Büros für Raumfahrtangelegenheiten in Wien ernannt. Sie folgte der Italienerin Simonetta Di Pippo und dem Schweden Niklas Hedman, der das Amt kommissarisch übernommen hatte.

## Sonstige Aufgaben
- Mitglied des Global Future Council on Space des Weltwirtschaftsforums[2]
- Mitglied des Beirats für Space Sustainability Rating managed by eSpace am Space Center der École Polytechnique Fédérale (EPFL) in Lausanne
- Mitglied des Beirats der Satellite Industry Association of India; leitende Beraterin für Weltraumpolitik beim Forum Europe[3]
- Fachberaterin für Raumverkehrs-Management bei den European Union studies 2021–2023.
- Eine der Hauptautorinnen der Crisis Connectivity Charter, die 2015 für die Notfallkommunikation via Satellit für das Welternährungsprogramm (FAO) entwickelt wurde.[1]
- Unterstützerin der International Gender Champions[4]

## Privates
Sie ist Britin mit indischen Wurzeln. Holla-Maini spricht Englisch, Französisch, Deutsch und Punjabi und hat Grundkenntnisse in Niederländisch.